# Индианистика
Индианистиката (англ. Native American Studies) е интердисциплинарно научно направление, което се занимава с изучаване историята и културата на американските индианци.